# Amaury Nauroy
Pour les articles homonymes, voir Nauroy (homonymie).
Œuvres principales
Rondes de nuit
Amaury Nauroy, né le 5 mai 1982 à Vernon, est un écrivain et éditeur français.

## Biographie
Amaury Nauroy a fondé et dirigé, de 2003 à 2008, la revue Tra-jectoires et fut membre du comité de rédaction de la Revue de Belles-Lettres (Lausanne) de 2013 à 2022. Auteur de portraits d'écrivains et d'artistes, il travaille dans l'édition.

## Œuvre
- Rondes de nuit[2], éditions Le Bruit du temps, 2017[3], rééd. en poche 2019[4].

## Principales éditions
- Francis Ponge - Henry-Louis Mermod, Correspondance, revue Tra-jectoires, n ° 4, 2008.
- Un visa donné à la parole. Trente ans d'édition, catalogue illustré des éditions La Dogana, Genève, La Dogana, 2011[5].
- René Char - Georges Mounin, Correspondance 1934-1988, édition, présentation et notes, Gallimard, 2020[6].
- Georges Mounin, Ma rencontre avec René Char, édition, présentation et notes, Nouvelle Revue Française, n° 651 - novembre 2021, p. 89-93.
- Garache. Stabilité et Mouvement, La Dogana (Genève), 2024.

## Préfaces
- John Cowper Powys, Rodmoor, Le Bruit du temps, 2021[7].
- Agenda littéraire 2023, semainier classique de janvier à décembre, Gallimard, 2022[8].

## Choix de notes
- Tu as retrouvé la distance ? (sur Jean-Pierre Lemaire), La Revue de Belles-Lettres, 2011, 1.
- Avez-vous lu dada ? (sur Jean Arp), La Revue de Belles-Lettres, 2020, 1-2.
- La Beauté vénéneuse du monde, coll. Série Tracts de crise n° 22, Gallimard, 2020[9].
- Notices sur les peintres dans Philippe Jaccottet, Bonjour, Monsieur Courbet, artistes, amis, en vrac. 1956-2008, La Dogana / Le Bruit du temps, 2021.
- En lisant Nœuds de vie, de Julien Gracq, Revue Esprit, mai 2021[10].
- Dix ans après la mort de J. C. (sur Jacques Chessex), Le Persil (Prilly), 212-216, hiver 2023-2024.
- Gustave Roud, Bulletin n°9 de L'Association des Amis de Gustave Roud, 2024.